# Antonietta Cimolini

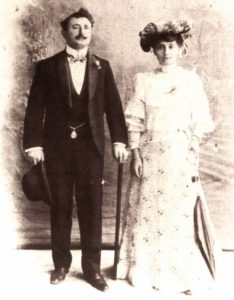
Antonietta Cimolini con il marito Giuseppe Silimbani

Antonia Pelegrina Cleonilde Cimolini, detta Antonietta (Casola Valsenio, 3 giugno 1878 – Buenos Aires, 13 marzo 1904), è stata un'aviatrice e soprano italiana.

## Biografia
Nata da una famiglia appartenente alla piccola borghesia, a vent'anni sposò, contro il parere dei genitori, Giuseppe Silimbani, un fornaio con la passione del canto e diventato aeronauta, nato a Forlì e conosciuto con il soprannome "Cenefosse" perché chiamato spesso a sostituire altri nel ruolo di tenore. Con lui (e con la loro piccola Ofelia) nel 1898 emigrò in Argentina e lì cantava per mantenersi nei teatri con il marito, ma compiva, anche da sola, molti voli con il pallone aerostatico.
Nel 1903 a Buenos Aires i due convinsero i fratelli Flo, proprietari a Rosario di una fabbrica di sigarette, ad assumerli con l'incarico di pubblicizzare le loro sigarette utilizzando la mongolfiera in varie città dell'Argentina. Nel cielo sarebbe apparso il nome del marchio della sigaretta (quella più nota era "The American") e dalla mongolfiera avrebbero poi lanciato volantini. L'iniziativa fu ripetuta tre-quattro volte.
Nel 1904, durante una di queste esibizioni alla quali partecipava un'enorme folla di persone, la mongolfiera trasportata dal forte vento la fece precipitare nel Río de la Plata dove morì annegata.
Nel 1954 una targa commemorativa venne scoperta in suo onore, all'incirca nel luogo dell'incidente: Antonietta vi era definita "Aviatrice italiana, precursora dell'aeronautica argentina".